# Santiago Lorén
Santiago Lorén Esteban (Belchite, 1918 - Zaragoza, 2010) fue un médico y escritor español, ganador de la segunda edición del  Premio Planeta en 1953.
Cumplidos los 18 años fue llamado a filas y entró por casualidad en la Sanidad Militar atendiendo a heridos en retaguardia durante la Guerra civil española, adscrito al bando nacional. Tras finalizar la contienda decidió estudiar Medicina. Fue galardonado con el premio Planeta en 1953 por Una casa con goteras, una novela realista con toques de humor negro. Su carrera literaria fue muy polifacética, incluyendo guiones radiofónicos y televisivos y asesoramiento para afamadas series de televisión, como la biografía sobre Ramón y Cajal y sobre Sender, realizadas por TVE. También fue periodista (colaboró con La Codorniz, Heraldo de Aragón, Pueblo, Diario 16 de Aragón y el Periódico de Aragón) y profesor de Historia de la Medicina en la Universidad de Zaragoza.
Ya en democracia se presentó a concejal por el Partido Socialista Popular de Tierno Galván, aunque le faltaron 1000 votos para obtener el acta. Fue reconocido por el Ayuntamiento de Zaragoza con el título de Hijo Adoptivo de la ciudad (1991).

## Obras

### Novelas
- Cuerpos, almas y todo eso (1952)
- Una casa con goteras (premio Planeta, 1953)
- La vieja del molino de aceite (premio Ateneo de Sevilla, 1984)
- Memoria parcial (premio Espejo de España, 1985)
- Hospital de guerra (premio Ciudad de Teruel, 1982)
- Siete alcobas
- El verdugo cuidadoso
- Mi señor don Fernando
- Clase única'(1975)
- No tenia corazon'(1985)

### Cuentos
- Diálogos con mi enfermera
- La Rebotica
- La muerte ríe

### Ensayos
- Del electrón a Dios
- La frigidez como problema

### Otros
- Un muerto para empezar (teatro)
- Diálogos con mi asistenta (guion radiofónico)